# Mulderadweg

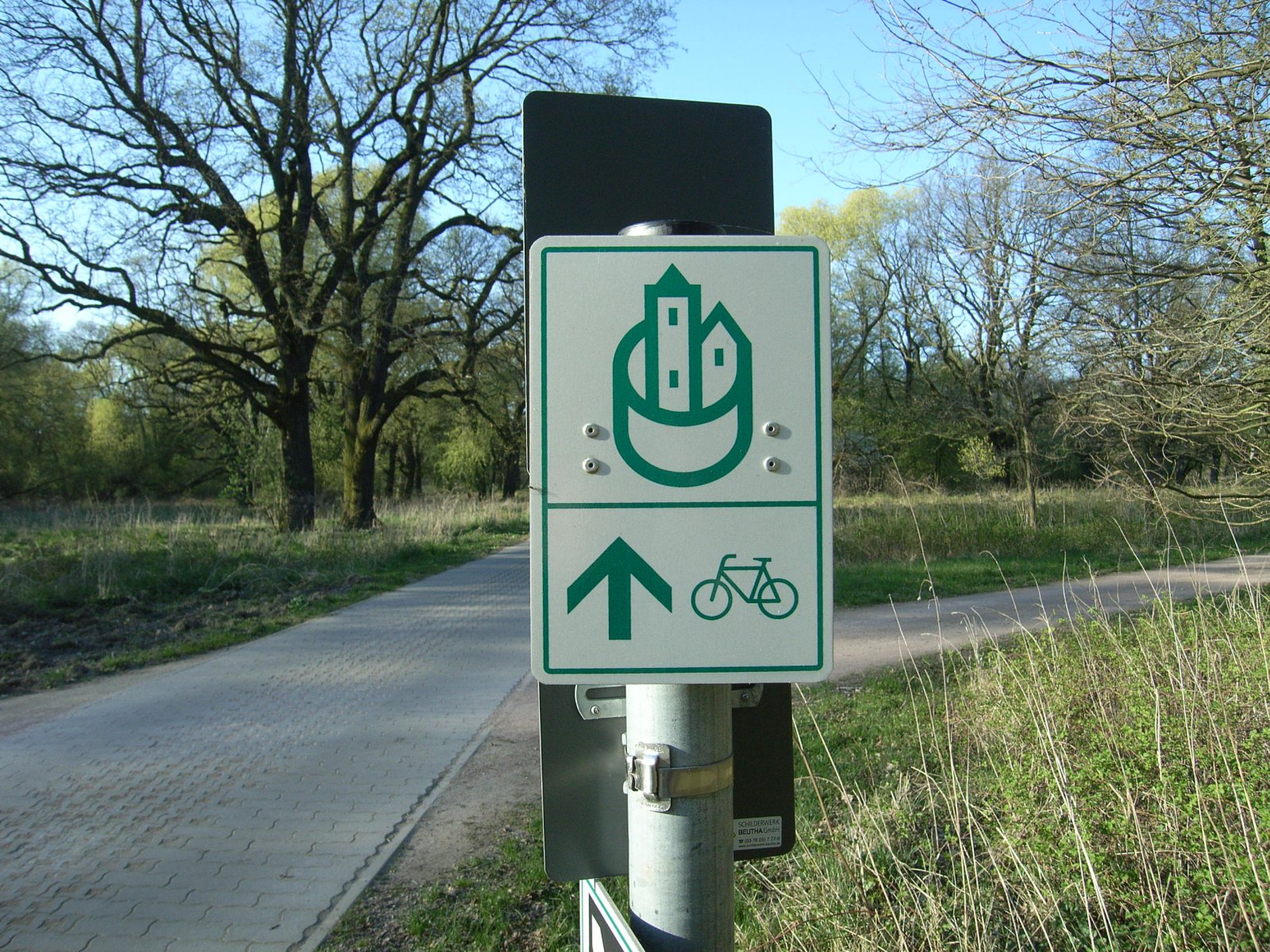
Wegzeichen am Mulderadweg

Der Mulderadweg in Deutschland führt im Tal der Mulde und ihren beiden Quellflüssen, der Zwickauer und der Freiberger Mulde, von Muldenberg bzw. Holzhau über Sermuth bis Dessau. Dabei berührt er die Länder Sachsen und Sachsen-Anhalt.
Bis 2009 hatte dieser touristische Fernradweg den langen Namen Muldentalradwanderweg und wurde danach auf Empfehlung des ADFC Sachsen umbenannt.

## Landschaft und Kultur

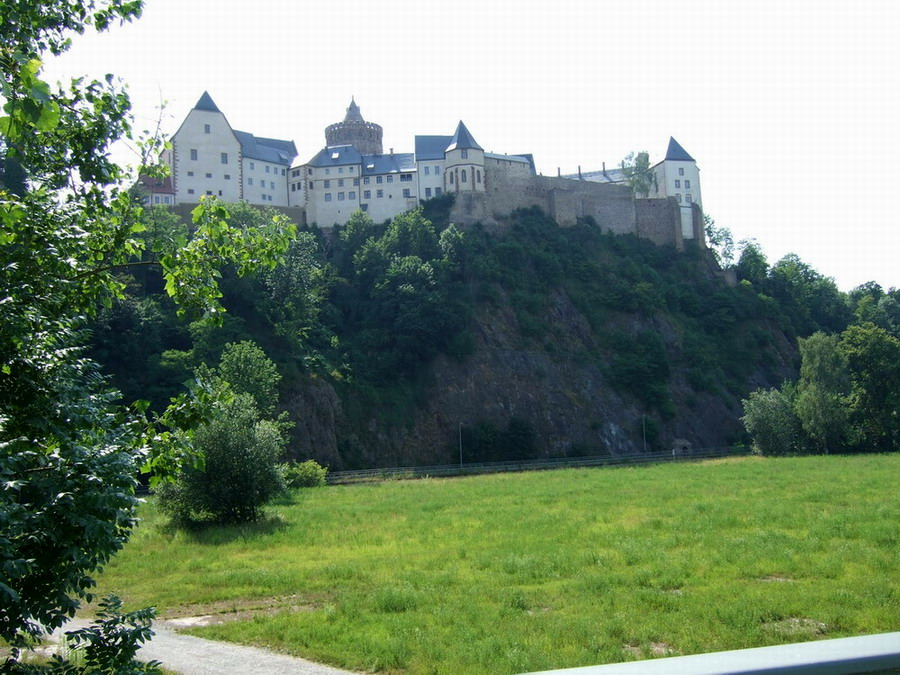
Burg Mildenstein in Leisnig

Landschaftlich betrachtet berührt er das Erzgebirge, verläuft zwischen der Halle-Leipziger-Tieflandsbucht und der Dübener Heide durch das Sächsische Hügelland bis ins Biosphärenreservat Mittelelbe.
Zwischen Wolfsgrün und Aue sowie Grimma und Wurzen verläuft der Radweg auf stillgelegten Abschnitten der Bahnstrecken Chemnitz–Adorf bzw. Glauchau–Wurzen (Muldentalbahn) und passiert den Bockauer Tunnel. In Blauenthal zweigt von ihm die Karlsroute ab.

## Verlauf
Der Radwanderweg vereinigt sich nach Norden hin und lässt sich demnach in drei Teilrouten aufgliedern:
1. Zwickauer Mulde: Schöneck – Muldenberg – Eibenstock – Aue – Zwickau – Crossen (Zwickau) – Glauchau – Penig – Rochlitz – Sermuth
2. Freiberger Mulde: Holzhau – Freiberg – Nossen – Döbeln – Leisnig – Sermuth
3. Vereinigte Mulde: Sermuth – Grimma – Wurzen – Eilenburg – Bad Düben – Bitterfeld – Dessau

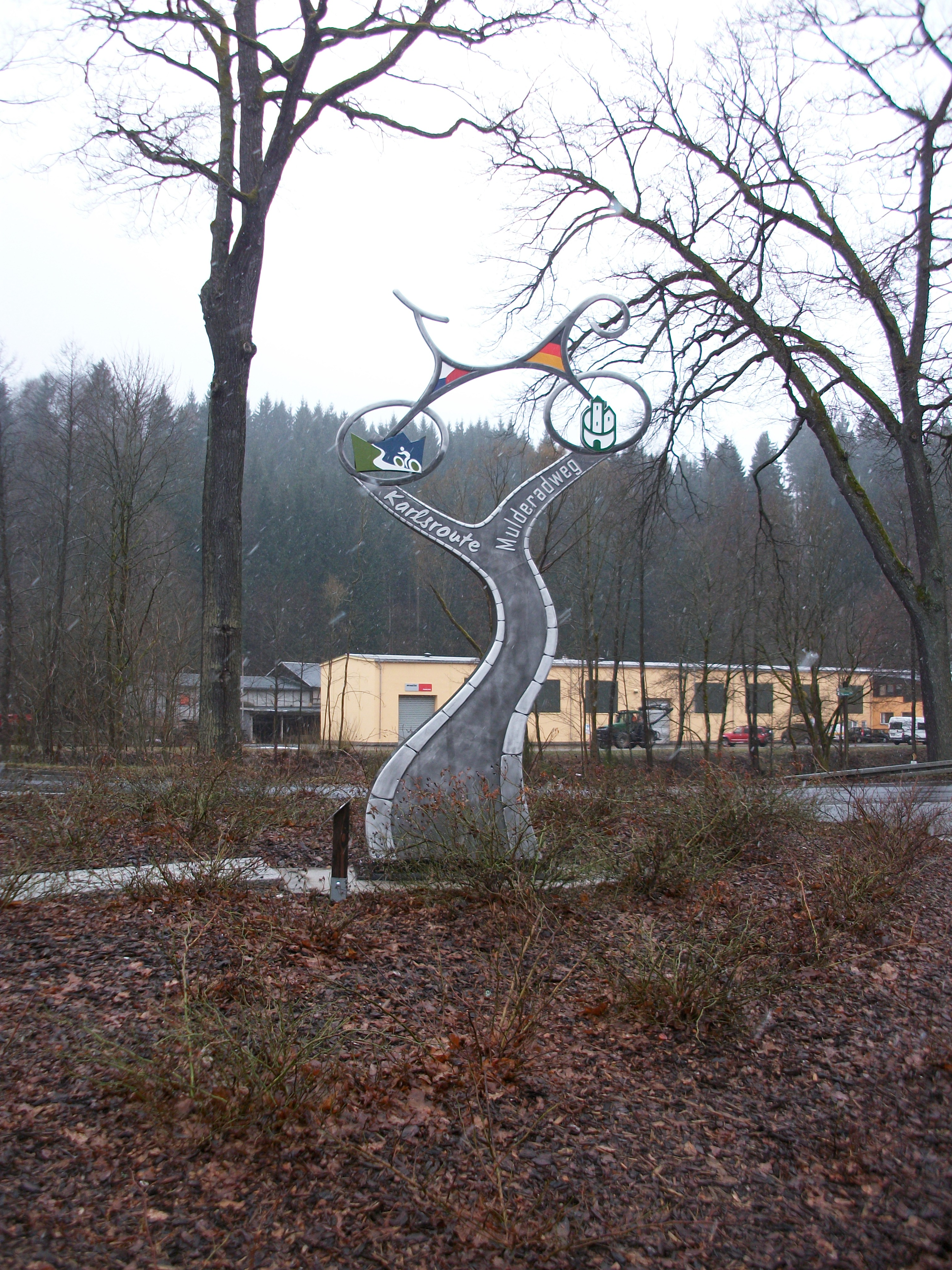
Blauenthal, Abzweig der Karlsroute von der Zwickauer Mulde
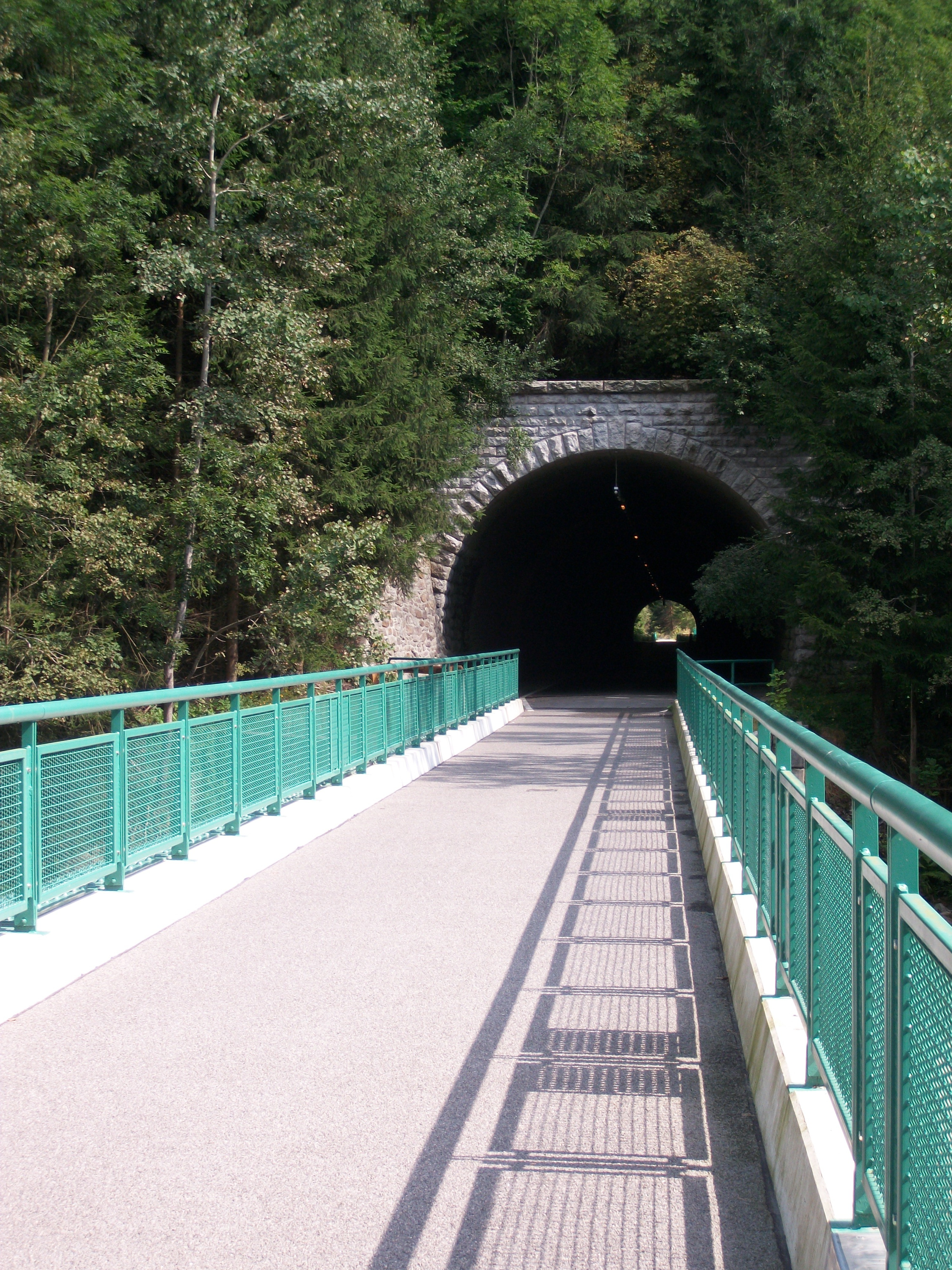
Bockauer Tunnel an der Zwickauer Mulde
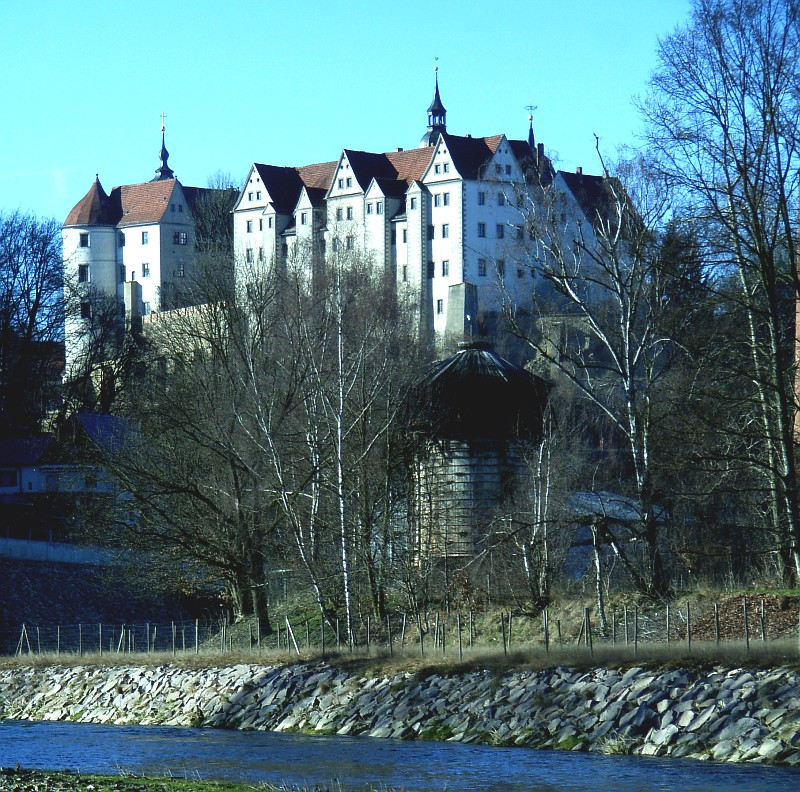
Nossen an der Freiberger Mulde
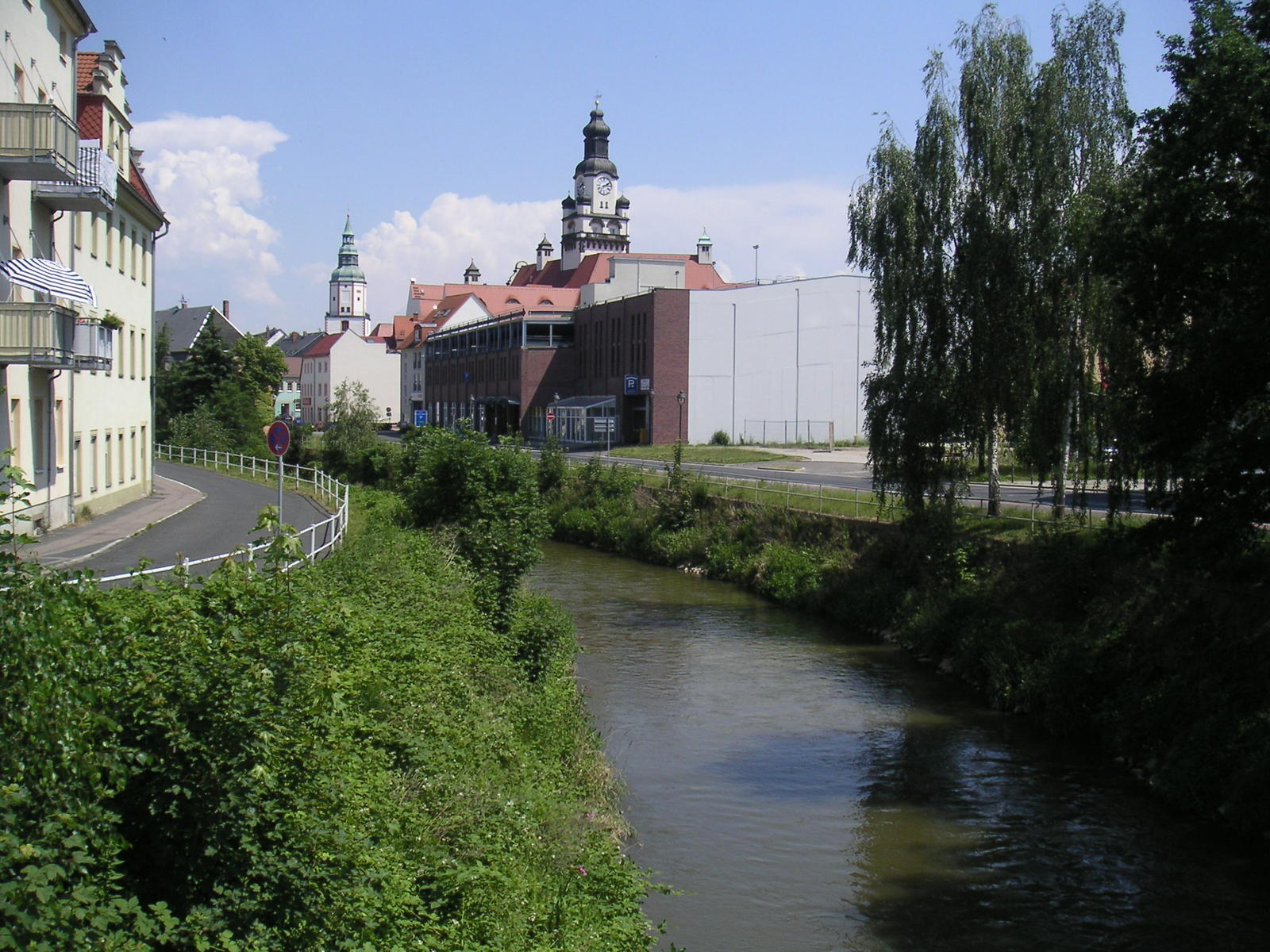
Freiberger Mulde in Döbeln
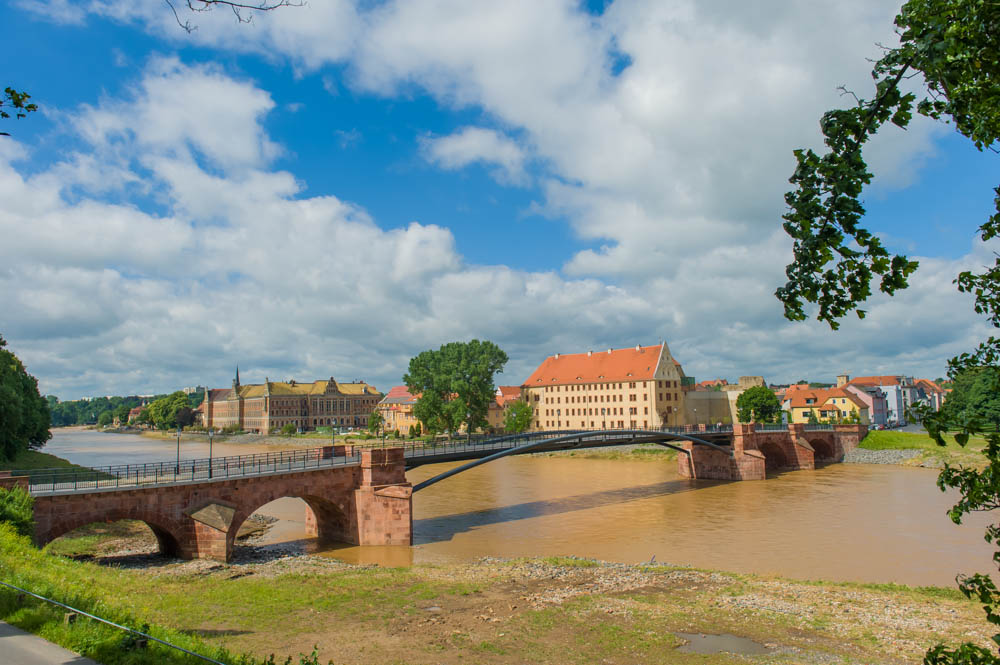
Pöppelmannbrücke in Grimma
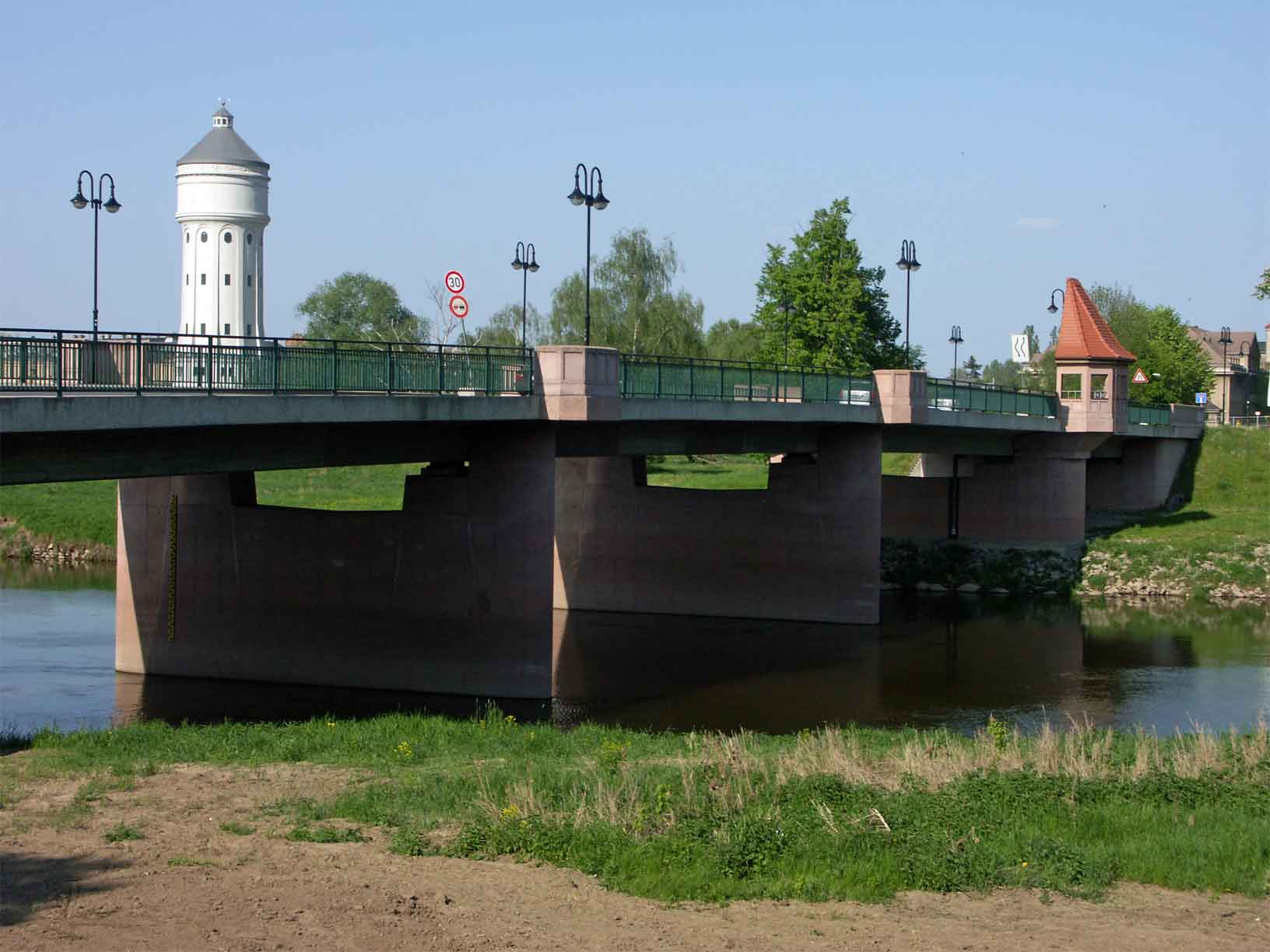
Torgauer Brücke in Eilenburg, im Hintergrund das Industriedenkmal DCF-Wasserturm
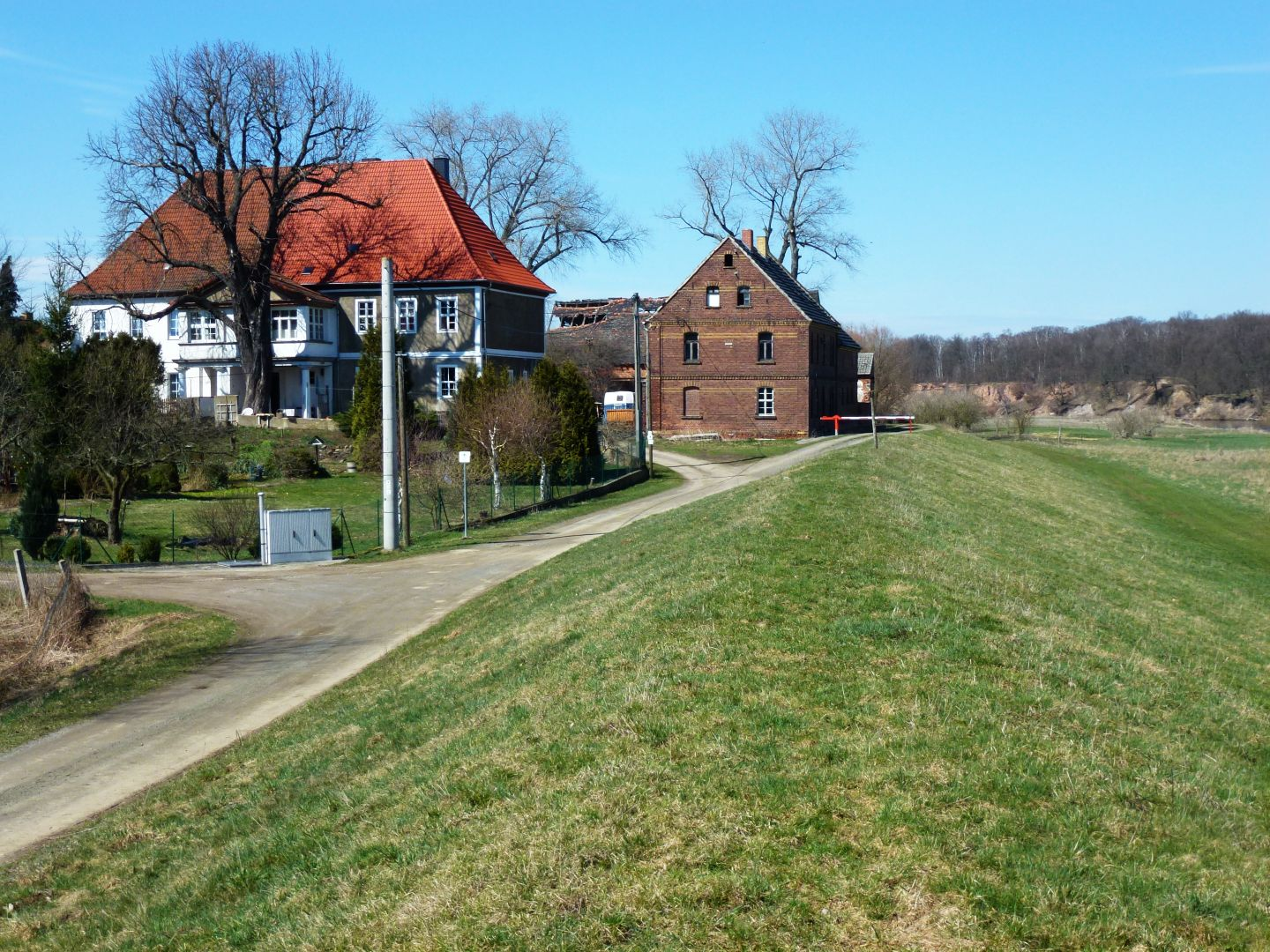
Mulderadweg bei Bad Düben, im Hintergrund das Rote Ufer
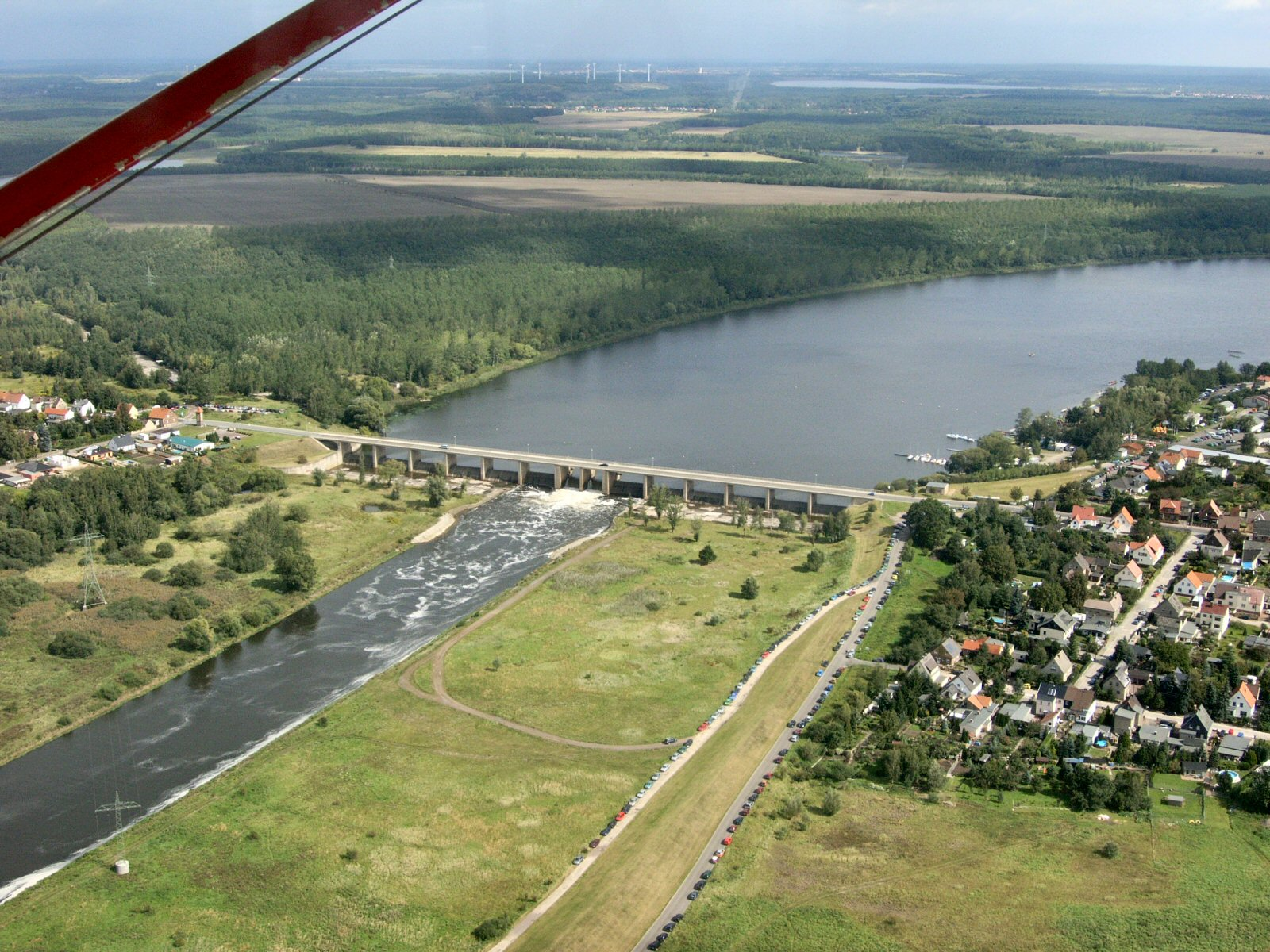
Muldestausee bei Bitterfeld
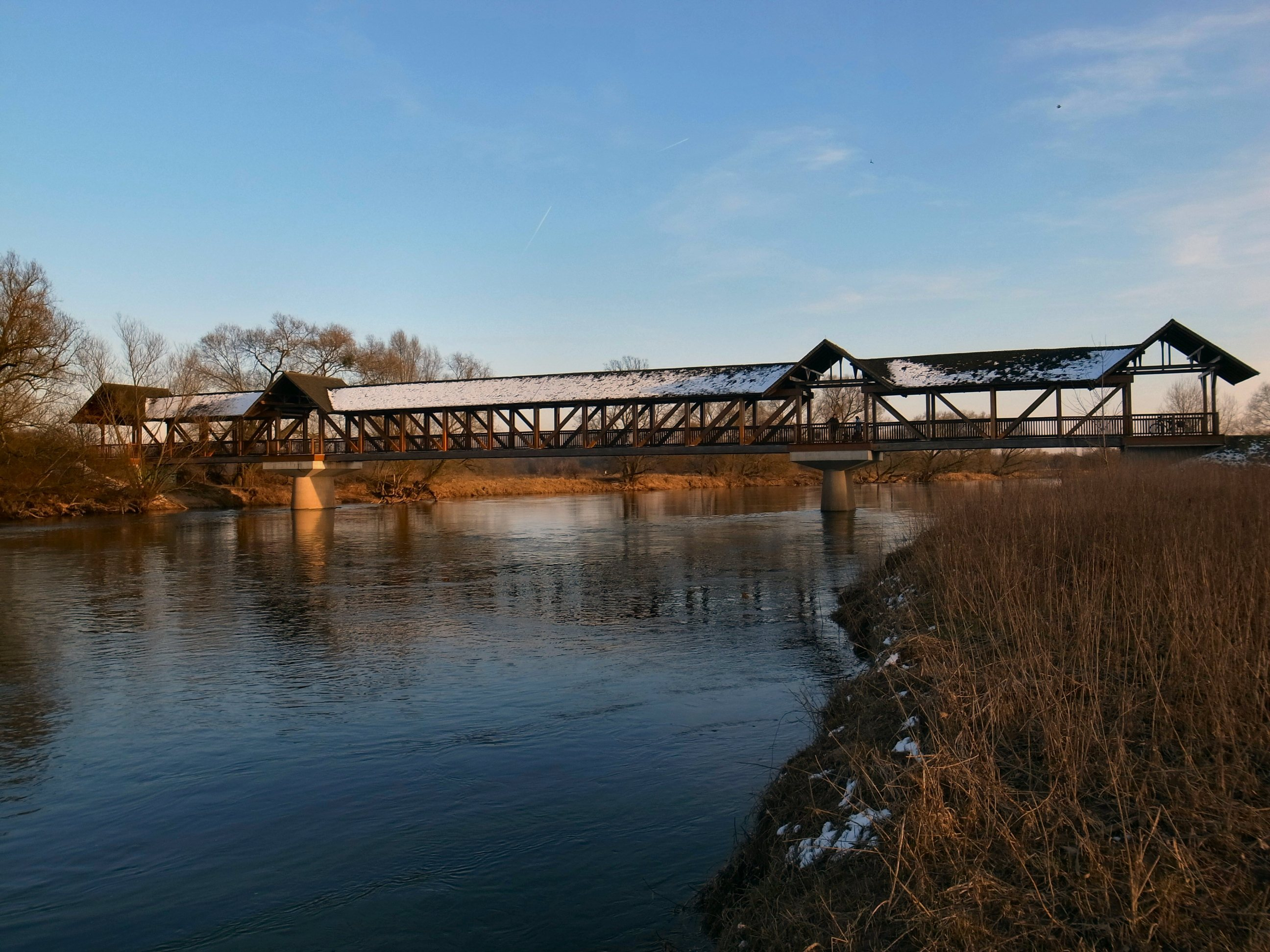
An der Dessauer Jagdbrücke endet der Radweg